# Cursolo-Orasso
Cursolo-Orasso là một đô thị ở tỉnh Verbano-Cusio-Ossola trong vùng Piedmont, có cự ly khoảng 130 km về phía đông bắc của Torino và khoảng 20 km về phia bắc của Verbania, ở biên giới với Thụy Sĩ. Tại thời điểm ngày 31 tháng 12 năm 2004, đô thị này có dân số 115 người và diện tích là 20,9 km².
Cursolo-Orasso giáp các đô thị: Cavaglio-Spoccia, Cossogno, Gurro, Malesco, Miazzina, Palagnedra (Thụy Sĩ), Re.